# Visconde da Trindade
O título de visconde da Trindade foi criado por decreto de 10 de novembro de 1852 da rainha D. Maria II de Portugal, a favor de José António de Sousa Basto.
Mais tarde foi agraciado com o título de Conde da Trindade por decreto do rei D. Luís I de Portugal, datado de 22 de dezembro de 1881.

## Titulares

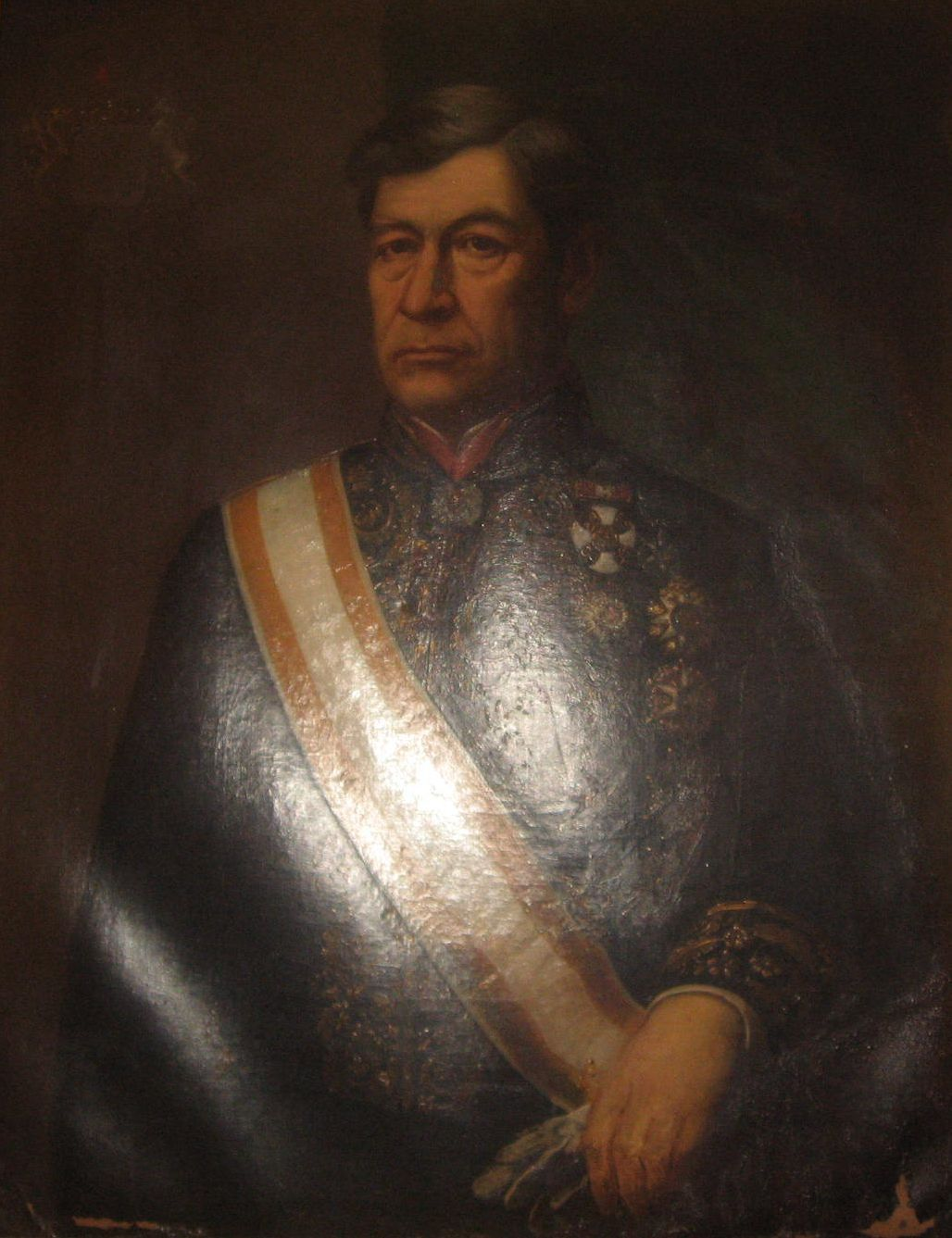
1.º Visconde e Conde da Trindade

José António de Sousa Basto, 1.º Visconde e 1.º Conde da Trindade

Notas Biográficas

Guarda-Roupa Honorário.
 
Fidalgo Cavaleiro da Casa Real.
 
Comendador da Ordem de Cristo.

Comendador da Ordem de Nossa Senhora da Conceição de Vila Viçosa.
 
Cavaleiro da Torre e Espada.

Grã-Cruz da Ordem de Isabel a Católica.
 
Comendador da Ordem de Carlos III.

Grande Oficial de Numero da Coroa de Itália e oficial da Ordem da Rosa.

Em 4 de Outubro de 1864, o Papa Pio IX (à frente dos destinos da Igreja Católica de 1846 a 1878) incumbia a infanta D. Isabel Maria de entregar ao ainda Visconde da Trindade as insígnias de comendador da Ordem Romana de São Gregório Magno, com que o tinha agraciado.

Vereador e, depois, presidente da Câmara Municipal do Porto de 1854 a 1855.

José António de Sousa Basto Júnior, 2.º Visconde da Trindade, por decreto do rei D. Luís I de Portugal, datado de 16 de Janeiro de 1886

Notas Biográficas

Guarda-Roupa Honorário.

Fidalgo Cavaleiro da Casa Real.

Cavaleiro da Ordem de Nossa Senhora da Conceição de Vila Viçosa.

Cavaleiro da Ordem de Carlos III de Espanha.

Alberto Eduardo Valado Navarro, 3.º Visconde da Trindade, por autorização do rei D. Manuel II de Portugal em 1923, (como sucessor de seu bisavô e tio avô materno)

Notas Biográficas

Bacharel formado em Direito (U. de Coimbra).

Advogado e autor de vários trabalhos sobre assuntos jurídicos.
 
Vereador da Câmara Municipal de Lisboa, pela minoria monárquica (1923-25).

Deputado da Nação nas legislaturas de 1934-1938 e 1938-1942.

Membro do Conselho Distrital da Ordem dos Advogados (1941-1944) e do Conselho Superior da mesma Ordem (1945-1947), de que foi também vice-presidente.
 
Oficial da Ordem de Isabel a Católica de Espanha, etc.

## Brasão de Armas

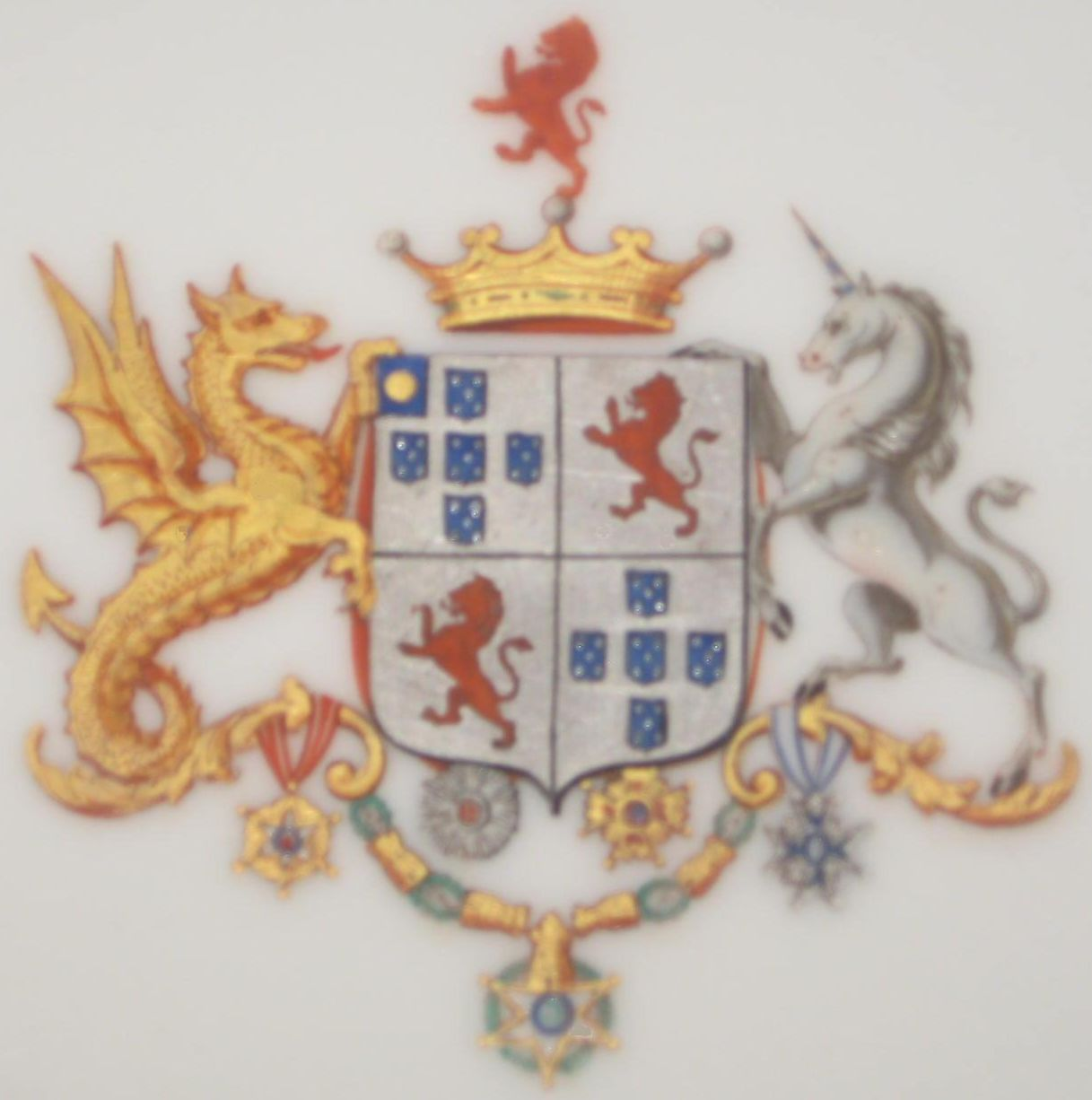
Brasão do 1.º Visconde da Trindade

Escudo pleno com as Armas dos Sousa - do Prado, que são esquarteladas, no primeiro quartel em campo de prata as cinco quinas de Portugal, no segundo também em campo de prata um Leão sanguinho, e assim os contrários. Sobre o Escudo a Coroa de Visconde. Timbre o Leão das Armas. E por diferença uma brica azul com um bezante de ouro.

## Genealogia
1. José António de Sousa Basto, 1.º Visconde e 1.º Conde da Trindade, nasceu a 19 de Março de 1805, na freguesia de São Miguel de Refojos de Basto, Cabeceiras de Basto, Braga, onde foi baptizado a 20 de Março de 1805, faleceu na freguesia da Vitória, Porto, a 21 de Maio de 1890, filho de Joaquim José de Oliveira e Sousa, que nasceu a 18 de Dezembro de 1763, na freguesia de São Pedro de Alvite, Cabeceiras de Basto, Braga, onde foi baptizado a 20 do mesmo mês e ano, proprietário, e de sua mulher Teresa Maria Basto, nascida a 4 de Julho de 1765, na dita freguesia de São Miguel de Refojos de Basto, onde foi baptizada a 7 do mesmo mês e ano. Casou duas vezes; a 1ª vez, a 7 de Dezembro de 1834, com D. Escolástica Rosa de Amorim, que nasceu em Nossa Senhora da Candelária, Rio de Janeiro, Brasil, a 14 de Junho de 1819, e foi baptizada, em perigo de vida, a 15 de Agosto de 1819, no oratório das casas de Chácara, de seu avô materno o Tenente-Coronel Julião José de Oliveira, faleceu a 19 de Junho de 1839; a 2ª vez; em Cúria, Rio de Janeiro, Brasil, a 26 de Fevereiro de 1838, com sua cunhada, D. Josefa Rosa de Amorim, que nasceu em Nossa Senhora da Candelária, Rio de Janeiro, Brasil, a 29 de Novembro de 1821, e foi baptizada a 19 de Fevereiro de 1822, Dama da Ordem de Maria Luiza de Espanha, faleceu a 7 de Junho de 1895, ambas filhas de António Ferreira de Amorim, Cavaleiro da Ordem de Cristo, no Brasil, e de sua mulher D. Balbina Rosa de Oliveira, netas paternas de Luís António Ferreira de Amorim e de sua mulher Josefa Delfina Pacheco, netas maternas de Julião José de Oliveira e de sua mulher Escolástica Rosa de Castilho. Teve dos dois casamentos sete filhos:

Filhos do 1.º casamento:

2. José, nasceu na freguesia de Nossa Senhora da Candelária, Rio de Janeiro, Brasil, a 27 de Novembro de 1835, foi baptizado a 20 de Janeiro de 1836, no oratório da Chácara do Coqueiro do Coronel Julião José de Oliveira, foram padrinhos, o dito Coronel Julião José de Oliveira e Dona Balbina Rosa de Amorim, morreu ainda criança.

2. Balbina, nasceu na freguesia de Nossa Senhora da Candelária, Rio de Janeiro, Brasil, a 20 de Abril de 1838, foi baptizada a 14 de Junho de 1838, em perigo de vida, foram padrinhos António Ferreira de Amorim e D. Balbina Rosa de Oliveira Amorim, que passou procuração a D. Rosa Maria do Amaral, faleceu a 16 de Abril de 1839, está sepultada no jazigo de família no cemitério de Agramonte, Porto.

Filhos do 2.º casamento:

2. D. Josefina Henriqueta de Sousa Basto, que pelo seu casamento foi 3.ª Baronesa do Valado, nasceu no Rio de Janeiro, Brasil, a 18 de Abril de 1842. Casou na freguesia de Santo Ildefonso, Porto a 27 de Agosto de 1863, com Augusto Correia Pinto Tameirão, 3.º Barão do Valado, que nasceu no Porto, a 28 de Agosto de 1842, Fidalgo Cavaleiro da Casa Real, Comendador da Ordem de Nossa Senhora da Conceição de Vila Viçosa, Procurador à Junta Geral do distrito do Porto em 1868, e nos biénios seguintes até 1878, e para o mesmo lugar, desde 1878 a 1879, pelo concelho de Vila Nova de Gaia, sendo membro efectivo do mesmo concelho até 1885, etc., e faleceu a 5 de Novembro de 1920, filho de Raymundo Correia Pinto Tameirão, 2.º Barão do Valado, e de sua mulher Isabel Júlia Teixeira Pinto Basto. Tiveram seis filhos (foi preterida a continuação deste título na descendência da filha primogénita D. Isabel Alice de Sousa Correia Teixeira Pinto Tameirão Valado por onde seguiu a representação do Barão do Valado, em detrimento da geração da filha seguinte):<

- - - - 3. D. Isabel Alice de Sousa Correia Teixeira Pinto Tameirão Valado, que nasceu no Porto, a 13 de Agosto de 1864. Casou a 23 de Janeiro de 1897, com Afonso Carlos de Barbedo Pinto, que nasceu a 13 de Setembro de 1871, Bacharel formado em Medicina, Vereador da Câmara Municipal do Porto, Administrador do Concelho de Cinfães, etc., e faleceu a 4 de Abril de 1937, filho de Miguel Barbedo Pinto, proprietário em Cinfães, e de sua mulher D. Teresa Isaura Barbedo. Tiveram três filhos, seguem em Barão do Valado.

 
- - - - 3. D. Balbina, que nasceu a 26 de Agosto de 1865, e faleceu na freguesia da Vitória, Porto, a 23 de Agosto de 1867.

- - - - 3. Augusto, que nasceu a 30 de Agosto de 1866, e faleceu a 16 de Setembro de 1868.

- - - - 3. D. Maria da Conceição Correia Pinto de Sousa Tameirão Valado, que nasceu a 7 de Maio de 1871, na freguesia de Santo Ildefonso, Porto, onde foi baptizada a 21 de Maio de 1871, e faleceu na freguesia da Foz, Porto, a 3 de Março de 1956. Casou a 10 de Abril de 1890, com Alberto de Castro Pereira de Almeida Navarro, Bacharel Formado em Direito, Deputado da Nação em várias legislaturas, Ajudante do Procurador-Geral da Coroa, Grã-Cruz da Ordem de S. Tiago da Espada, e da de Isabel a Católica de Espanha, etc., que nasceu a 27 de Agosto de 1867 e morreu a 1 de Fevereiro de 1934, filho de Francisco de Almeida Navarro, proprietário, e de sua segunda mulher, D. Ermelinda Amélia de Castro Pereira. Tiveram dois filhos:

- - - - - - - - 4. Alberto Eduardo Valado Navarro, 3.º Visconde da Trindade, nasceu no Porto a 1 de Abril de 1891, faleceu em Lisboa, a 18 de Agosto de 1972. Solteiro, sem geração.

- - - - - - - - 4. Augusto António Valado Navarro, nasceu a 13 de Junho de 1899, jornalista e escritor, autor das seguintes obras literárias: A Bailarina Loira, Uma Rapariga Moderna, Minha Mulher e a sua culpa, Uma Família Burguesa, Última Aventura, A Primavera voltou, Luz de Espanha, faleceu na freguesia da Foz do Douro, Porto, a 12 de Novembro de 1959. Casou no Porto, a 13 de Outubro de 1929, com D. Esmeralda Branca Rebordão e Cunha, nasceu no Souto da Casa, Fundão, a 21 de Janeiro de 1900, e faleceu no Porto, a 27 de Março de 1977, filha de José da Costa e Cunha e de sua mulher D. Preciosa dos Anjos Rebordão. Tiveram um único filho:

- - - - - - - - - - - - 5. António Augusto Rebordão e Cunha Navarro, (representante genealógico deste título por seu tio), nasceu na freguesia de Aldoar, Porto, a 1 de Agosto de 1933, licenciado em Direito (U. de Coimbra). Secretariou e dirigiu a revista literária Bandarra, fundada pelo seu pai. Foi co-director de Noticias de Bloqueio e de Sol XXI. Delegado do Procurador da Republica nas Comarcas de Vimioso e de Amarante. Director da Biblioteca Pública Municipal do Porto, Presidente da Assembleia da Associação de Jornalistas e Homens de Letras do Porto, membro do Conselho Fiscal da Sociedade Portuguesa de Autores. Publicou várias Obras literárias; a sua primeira publicação foi em 1952 o livro de poemas: As três meninas e outros poemas. Prémios literários: Prémio Alves Redol, 1970, ao seu romance Um infinito silêncio; Prémio Internacional Miguel Torga, 1984, ao seu romance Mesopotânia; Prémio Literário Círculo de Leitores, 1988, ao seu romance A Praça de Liège. Casou na freguesia da Foz do Douro, Porto, a 15 de Agosto de 1963, com D. Maria Virgínia Ramos Lima, que nasceu na dita freguesia da Foz do Douro, a 29 de Novembro de 1935, já falecida, filha de Adrião Acácio de Rocha Lima e de sua mulher D. Alda Emília Vieira Ramos. Sem geração.

- - - - 3. D. Adelaide Augusta de Sousa Correia Teixeira Tameirão Valado, que nasceu a 21 de Fevereiro de 1873, na freguesia de Santo Ildefonso, Porto, onde foi baptizada a 6 de Março de 1873. Casou no Porto, a 29 de Junho de 1899, com o Dr. Ayres Lobo de Sousa Ramos Arnaud, que nasceu no dia 13 de Janeiro de 1870, na freguesia da Vitória, Porto, onde foi baptizado a 11 de Junho de 1870, Senhor da Casa de Mattos, em Espadanedo, concelho de Cinfães, Bacharel formado em Direito, Juiz Desembargador do Tribunal da Relação do Porto, etc., faleceu na freguesia de São João de Deus, Lisboa, no dia 17 de Março de 1963, filho de Ayres de Sousa Pereira Arnaud, Engenheiro das Obras Publicas e 1.º Oficial da Alfândega do Porto, etc., e de sua mulher D. Angélica Rosa de São José Ramos. Tiveram sete filhos:

- - - - - - - - 4. Ayres, que nasceu no Porto, a 29 de Maio de 1900, e faleceu a 7 de Abril de 1908.

- - - - - - - - 4. D. Josefina Angélica de Sousa Correia Teixeira Tameirão Valado Arnaud, nasceu no Porto, a 11 de Maio de 1902, e morreu solteira.

- - - - - - - - 4. D. Adelaide Albertina de Sousa Correia Teixeira Tameirão Valado Arnaud, nasceu no Porto, a 12 de Agosto de 1904, e morreu a 23 de Novembro de 1922. Solteira.<

- - - - - - - - 4. José Duarte de Sousa Correia Teixeira Tameirão Valado Arnaud, que nasceu no Porto, a 10 de Abril de 1905, Engenheiro Civil, faleceu a 25 de Setembro de 1945. Casou duas vezes; a I vez, a 28 de Fevereiro de 1931, com D. Maria José da Silva Dias Ferreira Roquette, nasceu a 7 de Outubro de 1912, e faleceu a 19 de Maio de 1936, filha de José Ferreira Roquette e de sua mulher D. Maria da Luz da Silva Dias. Depois de viúvo casou segunda vez, a 28 de Agosto de 1939, com D. Maria Aida da Rocha Martins, que nasceu em Lourenço Marques, a 3 de Setembro de 1914, e faleceu em Lisboa, a 28 de Agosto de 2004, filha de António José Martins, natural de Moncorvo, e de sua mulher D. Antónia Alexandrina da Rocha Martins. Sem geração dos dois casamentos.

- - - - - - - - 4. Álvaro Augusto de Sousa Valado Arnaud, que nasceu no Porto a 25 de Setembro de 1913, faleceu a 30 de Junho de 1973. Casou a 2 de Março de 1946, com D. Olga Prudência Muginstein Azancot, que nasceu a 19 de Janeiro de 1923, faleceu a 23 de Agosto de 1979, filha de António Montero Azancot e de sua mulher Simy Sofia Muginstein. Com geração.

- - - - - - - - 4. D. Angélica Josefina de Sousa Valado Arnaud, que morreu a 2 de Outubro de 1917 ainda criança.

- - - - - - - - 4. Fernando Manuel de Sousa Valado Arnaud, que nasceu no Porto, a 10 de Junho de 1920, morreu na freguesia da Pena, Lisboa, a 27 de Novembro de 1979. Casou no Porto na igreja do Carvalhido, a 3 de Outubro de 1942, com a irmã de sua cunhada, D. Maria Helena da Rocha Martins, que nasceu na freguesia da Ajuda, Lisboa, a 1 de Março de 1920, filha dos já citados António José Martins, natural de Moncorvo, e de sua mulher D. Antónia Alexandrina da Rocha Martins. Com geração.

- - - - 3. Jayme Augusto Teixeira Correia Pinto Tameirão Valado, que nasceu na freguesia de Santo Ildefonso, Porto, a 21 de Agosto de 1874, funcionário da Direcção-Geral dos Caminhos-de-Ferro do Minho e Douro, distinto desportista, cavaleiro tauromáquico amador, faleceu ainda em vida de seu pai, a 10 de Março de 1913. Casou na igreja do Senhor do Bonfim, Porto, a 7 de Janeiro de 1899, com D. Maria Cândida Pereira Leite, que nasceu na freguesia de São Francisco Xavier, cidade de São Paulo, Brasil, em 1882, filha de Alberto Pereira Leite, natural de Cabeceiras de Basto, e de sua mulher D. Maria da Glória Pereira Leite, natural da freguesia da Sé, São Paulo, Brasil. Sem geração.

2. José António de Sousa Basto Júnior, 2.º Visconde da Trindade, nasceu no Rio de Janeiro, Brasil, a 5 de Julho de 1843. Casou no Rio de Janeiro, Brasil, com a actriz, Mariana Rochedo. Sem geração.

2. António José de Sousa Basto, nasceu na freguesia da Candelária, Rio de Janeiro, Brasil, a 6 de Abril de 1845, Fidalgo Cavaleiro da Casa Real, Cavaleiro da Ordem de Nossa Senhora da Conceição de Vila Viçosa, etc., faleceu na freguesia da Vitória, Porto a 6 de Maio de 1877. Casou na freguesia da Vitória, Porto, a 31 de Julho de 1867 com D. Maria Emília Cabral, que nasceu em Barcelos, a 18 de Dezembro de 1838, filha de José de Sena Cabral Almeida Carvalhais e de sua mulher D. Cândida Maria Amália. Sem geração.

2. D. Adelaide Henriqueta de Sousa Basto, que pelo seu casamento foi 2.ª Viscondessa de Lagoaça, nasceu a 5 de Março de 1848. Casou a 20 de Junho de 1870, com Júlio César de Castro Pereira, 2.º Visconde de Lagoaça.

2. D. Elvira Henriqueta de Sousa Basto, que pelo seu casamento foi 1.ª Viscondessa de Moreira de Rei, nasceu a 6 de Julho de 1852. Casou a 14 de Abril de 1867, com António Augusto Ferreira de Mello, 1.º Visconde de Moreira de Rei.